# Eurysthaea scutellaris
Eurysthaea scutellaris là một loài ruồi trong họ Tachinidae.